# Apotropina
Apotropina is een vliegengeslacht uit de familie van de halmvliegen (Chloropidae).

## Soorten
- A. brevivenosa (Dely-Draskovits, 1977)
- A. longepilosa (Strobl, 1893)